# 슈브니코프-더 하스 효과
슈브니코프-더 하스 효과(Shubnikov-de Haas Effect)는 저온에서 어떤 물질의 전기 전도도가 강한 자기장의 변화에 따라 진동하는 현상으로, 물질에 내재하는 양자 역학적 특성이 거시적으로 나타나는 것이다. 이 효과는 전하 캐리어 ( 전자 및 정공 )의 유효 질량을 결정하기 위하여 종종 사용되고, 이를 이용하면 다수 캐리어와 소수 캐리어를 서로 구분할 수 있다.

## 물리적 절차
충분히 낮은 온도와 높은 자기장에서, 금속, 반금속, 및 밴드 갭이 작은 반도체 등의 전도대에 있는 자유 전자는 단순 조화 진동자처럼 거동한다. 자기장의 강도가 변화하면 단순 조화 진동자의 진동 주기는 그에 비례하여 변화한다. 그 결과 에너지 스펙트럼은 사이클로트론 에너지의 간격을 갖는 란다우 레벨로 구성된다. 이 란다우 레벨은 제이만 에너지 만큼 더욱 분리된다. 란다우 레벨 각각에서 사이클로트론 및 제이만 에너지 준위와 전자의 상태수(eB/h)는 자기장 세기의 증가에 따라 비례하여 증가한다. 따라서 자기장의 세기가 증가하면, 스핀-분할된 란다우 레벨은 보다 높은 에너지 쪽으로 이동한다. 에너지 준위가 페르미 에너지를 통과하면, 전자들이 자유전자를 이루어 전류를 형성하게 되어 전자의 수가 감소하게 된다. 이로 인하여 물질의 수송 및 열역학적 특성이 주기적으로 진동하여 재료의 전도율을 측정하면 진동이 발생한다. 페르미 '경계'를 통과하는 천이가 작은 에너지의 범위에 걸쳐서 일어나기 때문에, 그 파형은 정현파(사인파)가 아닌 형태를 보이고, 온도가 낮아짐에 따라 더욱 사각형에 가까운 형태가 된다.

## 관련된 물리 절차
이 효과와 유사한 것으로, 자화에서의 진동 현상인 드하스-판알펜 효과(de Haas-van Alphen effect)가 있다. 이들 효과에서는 전도율과 자화율을 자기장의 역수에 대한 함수로 표현하면, 주기적인 파형의 특징을 보여준다. 자기저항 진동의 "주파수"는 페르미 표면을 둘러싼 외부 궤도의 면적을 나타내는데, 페르미 표면의 면적은 테슬라 단위로 표현된다. 
이 효과는 반더르 요하너스 더 하스와 레프 슈브니코프의 이름을 따서 명명되었다.

## 참고 문헌
- Schubnikow, L.; de Haas, W.J. (1930). “Magnetische Widerstandsvergrösserung in Einkristallen von Wismut bei tiefen Temperaturen” [Magnetic resistance increase in single crystals of bismuth at low temperatures] (PDF). 《Proceedings of the Royal Netherlands Academy of Arts and Science》 (독일어) 33: 130–133.
- Schubnikow, L.; de Haas, W.J. (1930). “Neue Erscheinungen bei der Widerstandsänderung von Wismuthkristallen im Magnetfeld bei der Temperatur von flüssigem Wasserstoff (I)” [New phenomena in the change in resistance of bismuth crystals in a magnetic field at the temperature of liquid hydrogen (I)] (PDF). 《Proceedings of the Royal Netherlands Academy of Arts and Science》 33: 363–378.
- Schubnikow, L.; de Haas, W.J. (1930). “Neue Erscheinungen bei der Widerstandsänderung von Wismuthkristallen im Magnetfeld bei der Temperatur von flüssigem Wasserstoff (II)” (PDF). 《Proceedings of the Royal Netherlands Academy of Arts and Science》 33: 418–432.
- Schubnikow, L.; de Haas, W.J. (1930). “Die Widerstandsänderung von Wismuthkristallen im Magnetfeld bei der Temperatur von flüssigem Stickstoff” [The change in resistance of bismuth crystals in a magnetic field at the temperature of liquid nitrogen] (PDF). 《Proceedings of the Royal Netherlands Academy of Arts and Science》 33: 433–439.